# Eroschema
Eroschema is een kevergeslacht uit de familie van de boktorren (Cerambycidae). De wetenschappelijke naam van het geslacht werd voor het eerst geldig gepubliceerd in 1859 door Pascoe.

## Soorten
Eroschema omvat de volgende soorten:
- Eroschema affine Pascoe, 1888
- Eroschema apicipenne McKeown, 1942
- Eroschema atricolle Pascoe, 1865
- Eroschema poweri Pascoe, 1859